# Ponikowica (przystanek kolejowy)
Ponikowica (ukr. Пониковиця, ros. Пониковица) – przystanek kolejowy w pobliżu miejscowości Ponikowica, w rejonie złoczowskim, w obwodzie lwowskim, na Ukrainie.